# 隆阿納
隆阿納是太平洋島國瓦努阿圖的城鎮，也是彭納馬省的首府，位於奧巴島東岸，面積約50平方公里，鎮上有機場設施，2006年人口估計約730。